# Union sportive de Bougouni
L'Union sportive de Bougouni est un club de football malien basé à Bougouni.

## Histoire
Le club est issu de la fusion en 2009 de trois clubs de Bougouni : l’AS Tadona, l’AS Balanzan et l’AS Banimonotié. Le 25 août 2012, l'US Bougouni devient le premier club de deuxième division à remporter la Coupe du Mali de football, en battant en finale les Onze créateurs de Niaréla sur le score de 2 buts à 1,.

## Palmarès
- Coupe du Mali
  - Vainqueur : 2012

- Supercoupe du Mali
  - Finaliste : 2012

## Championnat du Mali (Celendrier de Bougouni)
| Date       | Heure | Equipe 1   | Score | Equipe 2            |
| ---------- | ----- | ---------- | ----- | ------------------- |
| 21/12/2022 | 18h00 | YELEN      | 2-2   | BOUGOUNI            |
| 16/12/2022 | 16H00 | AFE        | 1-0   | BOUGOUNI            |
| 10/12/2022 | 15H45 | BOUGOUNI   | 2-0   | STADE MALIEN        |
| 05/12/2022 | 18H00 | DJELIBA AC | 2-0   | BOUGOUNI            |
| 26/11/2022 | 15H45 | BOUGOUNI   | 1-0   | LC BA               |
| 20/11/2022 | 15H45 | BOUGOUNI   | 0-1   | REAL BAMAKO         |
| 12/11/2022 | 15H45 | BOUGOUNI   | 3-1   | USC KITA            |
| 15/10/2022 | 17H00 | BOUGOUNI   | 2-0   | OLYMPIQUE DE BAMAKO |

## La liste des joueurs
Gardien
Adama Tounkara